# Tom & Jerry (film fra 2021)
Tom & Jerry er en animeret amerikansk film fra 2021 instrueret af Tim Story om tegneserieparret Tom & Jerry. Filmen er animeret af selskabet Warner Animation Group i samarbejde med Warner Bros. og .
Filmen havde dansk biografpremiere 12. maj 2021.

## Medvirkende

### Danske stemmer[1]
- Jon Lange som Ben
- Simon Stenspil som Butch
- Jesper Zuschlag som Cameron
- Niels Olsen som Cecil	·
- Umut Sakarya som Chef Jackie
- Peter Zhelder som Droopy	·
- Thomas Mørk som Fortæller
- Vibeke Dueholm som Fru Jacobsen
- Vibeke Dueholm som Fru Mehta
- Al Agami som Gavin
- Sonny Lahey som Gene Wilder	·
- Rasmus Botoft som Hr Dubros
- Jan Tellefsen som Hr Jacobsen Senior
- Peter Zhelder som Hr Mehta
- Thomas Levin som Joe Buck
- Natasha Brock som Joy
- Julie Rudbæk som Kayla
- Adrian Hosseinpour som Kødhoved
- Sonny Lahey som Leo
- Karoline Munksnæs som Linda Perrybottom
- Sara Poulsen som Lola
- Daniel Sanjari som Lynet
- Thomas Mørk som Malcolm	·
- Jan Tellefsen som Marty Feldman	·
- Özlem Saglanmak som Preeta
- Rasmus Brohave som Skod
- Peter Zhelder som Spike Bulldog
- Hadi Ka-Koush som Terence
- Jens Jacob Tychsen som Tom
- Malthe Emil Kibsgaard som Topsy

### Engelske stemmer
- Chloë Grace Moretz - Kayla
- Michael Peña - Terence
- Colin Jost - Ben
- Rob Delaney - Hr Dubros
- Pallavi Sharda - Preeta
- Jordan Bolger - Cameron
- Patsy Ferran - Joy
- Ken Jeong - Chef Jackie
- Tom - Cat
- Jerry - Mouse
- Bobby Cannavale - Spike
- Nicky Jam - Butch
- Lil Rel Howery - Angel/Devil Tom
- Utkarsh Ambudkar - Real Estate Rat
- Tim Story - Pigeon Announcer
- Jeff Bergman - Droopy